# KochiKame
Kochira Katsushika-ku Kameari Kōen Mae Hashutsujo (こちら葛飾区亀有公園前派出所, lit. "Aquesta és la comissaria de policia davant del Parc Kameari al barri de Katsushika"), sovint abreujat com a KochiKame (こち亀) és una sèrie de manga de comèdia creada i il·lustrada per Osamu Akimoto. Està ambientada en l'actualitat, en una petita comissaria de policia al centre de Tòquio, i explica les desventures de l'agent Kankichi Ryotsu.
Es va publicar a la revista Weekly Shōnen Jump durant 40 anys, del setembre del 1976 al setembre del 2016. Els 1.960 capítols es van aplegar en 200 volums tankōbon, cosa que la va convertir en la sèrie de manga amb més volums el setembre de 2016 fins al juliol de 2021. El 2014 s'havien venut més de 157 milions de còpies dels volums tankōbon, en una de les sèries de manga amb més vendes. El 18 de juliol de 2021, es va anunciar que el manga rebria un volum 201, que es va publicar el 4 d'octubre de 2021. Un One-shot de 46 pàgines es va publicar a Weekly Shōnen Jump el 10 de juliol de 2023.
S'ha adaptat en una sèrie de televisió d'anime produïda per l'estudi Gallop i emesa a Fuji TV. Del manga també n'han derivat tres pel·lícules d'animació, dos films amb imatge real, adaptacions teatrals i una sèrie de televisió amb imatge real.
L'anime s'estrenà doblat al català al K3, dins del 3xl.net, el 7 de febrer del 2005.

## Argument
La trama recurrent de KochiKame presenta gags en què en Kankichi Ryotsu té una idea per a fer diners tot inventant un aparell nou o afegint-se a una moda, seguida d'un gran èxit, de l'ajuda d'en Keiichi Nakagawa quan la situació empitjora, i finalment arriba el moment en què tot se'n va en orris.